# Northern Lights (album)
Northern Lights – pierwszy studyjny album brytyjskiego DJ-a Gareth Emery. Premiera albumu nastąpiła 19 września 2010 roku. Album zawiera 10 utworów wybranych przez artystę. W wersja rozpowszechniana przez iTunes została rozszerzona o cztery utwory.

## Lista utworów
1. Stars (feat. Jerome Isma-Ae)
2. El Segundo
3. Too Dark Tonight (feat. Roxanne Emery)
4. Arrival (feat. Brute Force)
5. Into The Light (feat. Mark Frisch)
6. Full Tilt
7. Sanctuary (feat. Lucy Saunders)
8. Citadel
9. Fight The Sunrise (feat. Lucy Saunders)
10. All Is Now (feat. Activa)

iTunes bonus track:
1. I Will Be The Same (feat. Emma Hewitt)
2. Global (Freedom Music Edit)
3. On A Good Day (with Above & Beyond pres. OceanLab)
4. Sanctuary (teledysk) (feat. Lucy Saunders)